# АЕС Ловійса
АЕС Ловійса (фін. Loviisan ydinvoimalaitos, швед. Lovisa kärnkraftverk) — атомна електростанція, розташована на острові Хястхолмен, за 15 км на південний схід від міста Ловійса. Належить державному концерну Fortum (до 1998 року — IVO).
На станції два енергоблоки з радянськими водно-водяними реакторами ВВЕР-440/213 номінальною електричною потужністю 440 МВт. Реактори виготовлені на Іжорському заводі, також у Радянському Союзі вироблені турбіни, генератори та інше обладнання. Станція оснащена системами безпеки та управління західного виробництва. Будівельну частину виконали фінські компанії. Перший реактор почав роботу в лютому 1977 року, другий — у листопаді 1980 року. В результаті модернізації1997—2002 років потужність кожного реактора була піднята з початкових 440 МВт до 488 МВт, а в 2010 — і до 510 МВт.
Проектування виконувалося Відкритим акціонерним товариством "Санкт-Петербурзький науково-дослідний і проектно-конструкторський інститут «АТОМЕНЕРГОПРОЕКТ» (ВАТ «СПбАЕП»). Координацію проектування і будівництва здійснювала радянська компанія «Атоменергоекспорт». Щоб станція відповідала фінським нормам ядерного регулювання, компанії Westinghouse і Siemens поставили додаткове обладнання та здійснювали інженерно-технічну підтримку. Неординарне з'єднання американських і радянських розробок серед працівників станції отримало прізвисько «Eastinghouse». На АЕС досягнуті і протягом всієї експлуатації утримуються дуже високі показники коефіцієнта використання встановленої потужності (КВВП) при повному дотриманні вимог безпеки і охорони навколишнього середовища.
Концерн планував звести на майданчику АЕС Ловііса третій реактор передбачуваною електричною потужністю 800—1600 МВт. 21 квітня 2010 фінський уряд відхилив заяву Fortum на будівництво нового реактора в Ловійсі, проте керівництво Fortum як і раніше заявляє про плани виробництва атомної енергії на цьому майданчику і після 2030 року, коли старі реактори вироблять свій ресурс.
Ліцензії на експлуатацію реакторів Loviisa дійсні до 2027 і 2030 років. У березні 2022 року Fortum вирішив подати заявку на отримання ліцензії на експлуатацію до 2050 року для обох реакторів.